# Trois Hommes dans la neige (film, 1955)
Pour plus de détails, voir Fiche technique et Distribution.
Trois Hommes dans la neige (titre original : Drei Männer im Schnee) est un film autrichien réalisé par Kurt Hoffmann sorti en 1955, d'après le roman du même nom d'Erich Kästner qui signe lui-même l'adaptation pour ce film.

## Synopsis
Schlüter, un millionnaire geheimerrater excentrique et débonnaire, veut étudier les gens. Il participe sous le nom de Schulze au grand concours qu'organise sa société qui porte son nom. Schulze remporte le second prix : un séjour de dix jours au Grand Hôtel à Bruckbeuren dans les Alpes. Schlüter y va déguisé en pauvre homme pour voir comment on réagit face à un tel homme dans cet environnement. Il est accompagné de Johann, son majordome, qui jouera un riche armateur et fera mine de ne pas le reconnaître.
Hildegard, la jeune fille de Schlüler, prépare la venue d'un millionnaire à l'hôtel sans mentionner son nom. Le vainqueur du premier prix, Fritz Hagedorn, un publicitaire au chômage, est pris par erreur pour ce millionnaire. Schlüter se retrouve dans une petite chambre mansardée, sans chauffage, le personnel lui cherche des chicanes car elle leur sert d'habitude. Dès le premier jour, il se lie à Hagedorn, bien que le personnel les empêche de se parler. Hildegard est informée par Johann de la confusion et de ses conséquences. Elle parcourt l'hôtel avec Mme Kunkel, la gouvernante de Schlüter, pour être sûre que son père est ici. Fritz et Hildegard "Schulze" tombent amoureux l'un de l'autre et préparent en secret leur mariage.
Après quelques jours, Schlüter est écœuré par les clients hautains de l'hôtel et repart à Berlin avec sa fille, Johann et Mme Kunkel. Ce départ est si soudain que Hagedorn ne peut pas en être tout de suite informé. Mais d'abord Hildegard explique le jeu de rôles au directeur de l'hôtel qui frôle la crise de nerf.
Le naïf et désespéré Hagedorn revient lui aussi à Berlin et recherche celle qui connaît sous le nom de "Hildegard Schulze". Lui et sa mère sont invités par Schlüter qui révèle sa véritable identité, cela renforce leur amitié. De même, Hildegard lui avoue qu'elle est la fille de Schlüler. Au cours d'un repas de fête, Schlüter est informé par téléphone, que le Grand Hôtel qu'il avait l'intention d'acheter afin de virer le portier et le directeur, est déjà sa propriété.

## Fiche technique
- Titre : Trois Hommes dans la neige
- Titre original : Drei Männer im Schnee
- Réalisation : Kurt Hoffmann, assisté d'Alfred Solm
- Scénario : Erich Kästner d'après son propre roman du même nom.
- Musique : Alexander von Slatinay
- Direction artistique : Isabella Ploberger, Werner Schlichting
- Costumes : Ilse Dubois
- Photographie : Richard Angst
- Son : Herbert Janeczka
- Montage : Paula Dvorak
- Production : Karl F. Sommer
- Sociétés de production : Ring-Film
- Société de distribution : Ringfilm-Verleih und Vertriebs
- Pays d'origine :  Autriche
- Langue : allemand
- Format : noir et blanc - 1,37:1 - son : Mono - 35 mm
- Genre : comédie
- Durée : 90 minutes
- Dates de sortie :
  - Autriche : 30 juin 1955.
  - Allemagne : 14 juillet 1955.
  - Danemark : 2 décembre 1955.
  - Belgique : 23 mars 1956.
  - Finlande : 28 décembre 1956.
  - France : 5 juillet 1957[1].
  - Suède : 5 août 1957.

## Distribution
- Paul Dahlke : Schlüter
- Günther Lüders : Johann Kesselhut, le majordome
- Claus Biederstaedt : Fritz Hagedorn
- Nicole Heesters : Hildegard
- Margarete Haagen : Mme Kunkel
- Fritz Imhoff : Polter, le portier
- Hans Olden (de) : Kühne, le directeur
- Alma Seidler : La mère de Hagedorn
- Franz Muxeneder : Toni Graswander, le moniteur de ski
- Eva Maria Meineke : Thea Casparius
- Elfie Pertramer (de) : Mme von Mallebre
- Richard Eybner : Heltai, le professeur de danse
- Ulrich Bettac : Tidemann, le directeur général
- Peter W. Staub (de) : M. Franke

## Autour du film
Le roman d'Erich Kästner a fait l'objet d'autres adaptations, notamment le film homonyme américain réalisé par Edward Buzzell en 1938, et Un oiseau rare, un film français réalisé par Richard Pottier sur une adaptation par Jacques Prévert, sorti en 1935.